# Clifford Gibson
Clifford Gibson (Louisville, Kentucky, 1901. április 17. – Saint Louis, Missouri, 1963. december 21.) afroamerikai bluesénekes és gitáros.
Az 1920-as években St. Louisba költözött (Missouri állam), és élete további részében ott élt. Klubokban játszott, majd 1929-ben készültek vele az első felvételek a QRS Records-nál és a Victor Records-nál. Az egyik első városi blues-zenésznek tartják, akinek nem voltak vidéki gyökerei. Játékstílusa Lonnie Johnson dzsessz-gitároséra emlékeztet. Nagy hangsúlyt fektetett a vibrátó alkalmazására és sokat improvizált. Dalai között említésre méltó a Don't Put That Thing on Me című száma, ami hudu („hoodoo”) néven ismert afro-amerikai népzenei hatást mutat.
Gibson játszik Jimmie Rodgers country-énekes Let Me Be Your Side Track című kislemezén, amit a Victor Records adott ki 1931-ben. Gibson a következő majd 30 évet St. Louis utcáin, zenéléssel töltötte. 1929 és 1931 között 24 számot játszott lemezre.
1960-ban bukkant fel ismét a Bobbin kiadó lemezén, majd még közel három évet játszott a St. Louis-i Gaslight Square-en 1963-as haláláig.